# دراسات «ماد»
تعتبر دراسات «ماد» مجالًا للمنح الدراسية، النظريات، نشاط الخبرات العملية، التاريخية، الثقافية، والسياسية عن الأشخاص الذين يعانون من  أي مرض عقلى أو جنون والاشخاص الناجين من الأمراض النفسية والمستهلكين ومستفيدى الخدمات ومرضى الأعصاب والمعاقين أيضًا. ترجع نشاة الدراسات المتعقلة بأمراض العقل «ماد» في الأصل إلى الحركات التي نظمها الناجين من الأمراض النفسية في كل من كندا، الولايات المتحدة، المملكة المتحدة، أستراليا، وأيضا في أنحاء أخرى من العالم.
تستند أساليب التحقيق إلى عدد من التخصصات الأكاديمية مثل: دراسات المرأة والعرق وعلم معرفة السكان الأصليين ودراسات المثليين أو أحرار الجنس وعلم الإنسان «الأنثروبولوجيا» النفسى وأيضا علم الأجناس البشرية «الأثنوغرافيا»  يتقاسم هذا المجال أوجه تشابه نظرية مع دراسات الإعاقة الحرجة ودراسات النفس سياسية  ونظرية النقد الاجتماعى. تشكلت الحركة الأكاديمية جزئيًا كاستجابة لحركات الإنعاش التي ييراها باحثى دراسات «ماد» كخيار مشترك من قِبل أنظمة الصحة العقلية.